# Maid Marian and her Merry Men
Maid Marian and her Merry Men is een Britse kinderserie, bedacht en geschreven door Tony Robinson en geregisseerd door David Bell. De eerste aflevering ging in 1989 van start op BBC One. Er werden in totaal vier series geproduceerd. De laatste aflevering verscheen in 1994 op televisie.
Het programma is een komische hervertelling van de legende van Robin Hood, waarin Marian de leider is van de "Merry Men", de bende van Robin Hood, en waarin de rol van Robin Hood gereduceerd wordt tot die van een incompetente oud-kleermaker.

## Achtergrond
De serie werd in het Verenigd Koninkrijk zowel door kinderen als volwassenen gewaardeerd, en wel vergeleken met de serie Blackadder, niet alleen door de historische setting en de aanwezigheid van acteur Tony Robinson, maar ook vanwege haar komische stijl. De serie is aanmerkelijk surrealistischer dan Blackadder, en bevat zelfs nog meer anachronismen.
Zoals veel Britse kinderprogramma's zit er een aanzienlijke hoeveelheid "culturele referenties" in de serie. Veel van de verhaallijnen bevatten parodieën en verwijzingen op films, zoals Jurassic Park en Robin Hood: Prince of Thieves, en op televisieprogramma's zoals The Crystal Maze. Ook bevatte de serie regelmatig een knipoog naar de ITV-serie Robin of Sherwood die rond die tijd geproduceerd werd, zoals de parodie op de Clannadmuziek in deze serie in de aflevering "The Whitish Knight".
De serie was in het Verenigd Koninkrijk een zodanig succes, dat er een bewerking voor toneel werd uitgebracht, een stripalbum door Paul Cemmick, en een herhaling van de serie op BBC One in 2001. Alleen de eerste serie werd op video uitgebracht, in 1990.
De serie was ook in het buitenland te zien. In Nederland verscheen er rond 1990 minstens één serie bij de NOS op Nederland 3.

## Personages
- Maid Marian (Kate Lonergan), een gepassioneerde en idealistische vrijheidsstrijdster. Hoewel ze de meest intelligente persoon van de hele bende is, raakt ze regelmatig door haar idealisme verblind voor de realiteit, vooral voor de incompetentie van de rest van de bende. Ze is niet al te geduldig, maar zal altijd degenen beschermen die onrecht wordt aangedaan.
- De Sheriff van Nottingham (Tony Robinson), een slinkse bestuurder die geobsedeerd is door het innen van belasting. Hoewel hij er alles aan doet om Marian te stoppen, kunnen hij en Marian een enkele keer wel sympathie voor elkaar opbrengen, wanneer ze weer eens de enigen lijken te zijn met een beetje hersens.
- Robin of Kensington (Wayne Morris), een enorm trotse kleermaker en een yup. Werd per ongeluk aangezien als de leider van Marians bende, en heeft deze leiderstitel behouden omdat het imago dat dit hem bezorgde, wel aanstond. Zijn belangrijkste bijdrage aan de bende was dat hij erop stond dat ze zich allemaal in groene kleding zouden hullen, omdat ze dan in harmonie waren met het bos.
- Barrington (Danny John-Jules), het bendelid Rasta Merry Mon, die regelmatig voor een stukje rap zorgde tijdens de liedjes in de serie. Hij fungeert regelmatig als verteller, min of meer zoals Alan-a-Dale in meer traditionele versies van het verhaal.
- Kleine Ron (Mike Edmonds), een heel klein, waanzinnig en gewelddadig bendelid. Heeft de neiging om de verkeerde kant in de gaten te houden tijdens hinderlagen. Is een parodie op Kleine Jan.
- Rabies (Howard Lew Lewis), een ander bandlid, erg sterk en erg stom, hoewel hij zijn hart op de goede plaats heeft.
- Koning Jan (Forbes Collins, die ook Jans broer speelde, Richard Leeuwenhart, in de aflevering "The Whitish Knight", en Koningin Eleanor, Koning Jans zus), een gewelddadige en onbetrouwbare vorst. Zijn broer, waarvan gezegd werd dat hij een wijs heerser was die Engeland weer terug in een Gouden Eeuw zou brengen, is identiek.
- Gary and Graeme (Mark Billingham en David Lloyd), wachters in het kasteel van de koning, en de trawanten van de Sheriff. Ze zijn elkaars beste maatjes en enorm welwillend, maar meestal niet erg slim. Ze kunnen het vaak goed vinden met de Merry Men, en dat gevoel is wederzijds, behalve wanneer Gary en Graeme doen waar ze voor betaald worden. Graeme heeft een broer die Kevin heet. Hij houdt meer van zaken als martelen en verwennen van burgers dan Gary. Gary houdt echter wel van executies, en is zelfs bereid om daar met Graeme om te duelleren, wanneer een van hen er eentje mag uitvoeren.
- Guy of Gisbourne (Ramsay Gilderdale), het onvolwassen neefje van de koning, dorpsgek en moederskindje. Is 27 jaar oud, maar gedraagt zich als een kleuter.
- "Rotten" Rose Scargill (Siobhan Fogarty), rivale van Maid Marian en zowel Marians beste vriend als haar ergste vijand. Ze is de grootste fan van Robin Hood.

## Bijrollen
- Gladys en Snooker (Hilary Mason en Robin Chandler), twee dorpelingen. Gladys is een oudere (en extreem domme) boerin, die graag verhalen en legendes vertelt, en omgaat met Barrington. Ze is de "wijze oude vrouw" van Worksop, maar geeft toe dat ze voor het baantje enigszins ondergekwalificeerd is. Snooker, die ook wel "stinker" genoemd wordt, is een andere extreem stompzinnige boer, die rond de 40 jaar is. Zijn belangrijkste wapenfeit is dat hij blijkbaar een spel heeft uitgevonden met een lange stok, een tafel en een aantal gekleurde ballen. Het duo is woordvoerder voor het dorp, maar over het algemeen niet intelligenter dan de mensen die ze vertegenwoordigen.
- Nettle (Kerry Potter), een jonge vrouwelijke dorpeling, die Marians gelijke is qua intelligentie.
- Chickweed (Karen Salt) — een erg jong boerenmeisje.
- Hayley (Carly Britnell), een andere jonge intelligente vrouwelijke dorpeling.
- Het Beest van Bolsover — een duidelijke verwijzing naar Dennis Skinner, lid van het Brits parlement voor Bolsover en lid van de Socialist Campaign Group.
- Eric "The Newt" Teasel — een boogschutter, die voorkomt in de aflevering "Robert The Incredible Chicken". Komt uit Epping Forest.
- Cowpat — een mooie jonge vrouwelijke dorpeling. Ze is bevriend met Rose, en een van Robins vele fans. Haar belangrijkste optreden in de serie is in de aflevering "Rotten Rose part one".
- Clough — een lange, roodharige en bebaarde dorpeling uit het bos van Nottingham, en vaak gezien rond Worksop. Deed mee in de boogschietwedstrijd. De naam van het personage verwijst naar Brian Clough, toenmalige manager van het Engelse voetbalelftal Nottingham Forest.
- Nigel Pargetter — een regelmatig in de serie terugkerende, maar op de aftiteling niet vermelde boer die het slachtoffer werd van vele stompzinnige ongelukken. Vernoemd naar een bekend karakter in de langlopende BBC-radioserie The Archers.
- "Klein Meisje" (Kellie Bright) — bevindt zich vaak vlak bij Gladys in de eerste serie.

## Muziek
De muziek en de liedjes voor de serie werden gecomponeerd door Nick Russell-Pavier and David Chilton. Elke aflevering bevatte een of twee nieuwe liedjes. Enkele titel van liedjes waren:
- "The Whitish Knight" (oorspronkelijk "The White Knight", totdat men vond dat de ridder meer een soort van "wit-achtig" (Whitish') was)
- "Gotta Get Across"
- "Call The Dentist"
- "Rotten Rose"
- "Pancake Day"
- "Robin Hood".

## Filmlocaties
De serie speelde zich af in het dorp Worksop in Nottinghamshire, het dorp dat - samen met Mansfield het dorp is dat heden ten dage het dichtste bij de Major Oak ligt, de eik waar Robin Hood volgens de overleveringen zijn hoofdkwartier had. Desondanks werd de hele serie geschoten in Somerset. De buitenopnames werden gefilmd in de bossen nabij Minehead en de kasteelscènes in de abdij van Cleeve in Washford.

## Prijzen
Maid Marian and her Merry Men won verschillende prijzen, waaronder in 1990 de BAFTA voor Beste kinderprogramma (Entertainment/Drama).
De serie won ten minste een prijs van de Royal Television Society, evenals de prestigieuze "Prix Jeunesse Variety Award" op het International Children's Programme Festival in München.